# John B. Jackson
John Brinckerhoff Jackson fue un abogado y diplomático estadounidense que pasó la mayor parte de su carrera en Europa y Oriente Medio.

## Primeros años de la vida
Jackson nació en Newark, Nueva Jersey, el 19 de agosto de 1862, en una de las familias más conocidas de Nueva Jersey, Era hijo de Nannie (de soltera Nye) Jackson (1835-1905) y Frederick Wolcott Jackson (1833-1904). Entre sus hermanos se encontraban Philip Nye Jackson, Esq. William Fessenden Jackson, el reverendo Frederick Wolcott Jackson Jr., Charles Huntington Jackson, Esq., Elizabeth Wolcott Jackson, Nina Fessenden (de soltera Jackson) Abeel, Olivia Wolcott Jackson y Martha Nye. Jackson (esposa del arquitecto de Bellas Artes Lewis Stewart). Su padre fue uno de los directores del Ferrocarril de Pensilvania y fue presidente de la United New Jersey Railroad and Canal Company, antes de que Pensylvania se hiciera cargo de ella.
Sus abuelos paternos fueron John Peter Jackson y Elizabeth Huntington (de soltera Wolcott) Jackson (primo de Roger Wolcott, gobernador de Massachusetts, ambos nietos de Oliver Wolcott, gobernador de Connecticut y firmante de la Declaración de Independencia y los Artículos de la Confederación). Sus abuelos maternos fueron el capitán Ezra Nye y Nancy Jane (de soltera Fessenden) Nye de Sandwich, Massachusetts.
Aunque su padre, abuelo y bisabuelo eran todos ferroviarios, Jackson decidió desde el principio emprender una carrera naval. Se graduó de la Academia Naval de los Estados Unidos en Annapolis, Maryland, en 1883. En 1896, la Universidad de Princeton le otorgó una maestría honoraria.

## Carrera
Después de graduarse de la Academia Naval, pasó dos años con el Escuadrón Europeo, parte de la Armada de los Estados Unidos. Parte del tiempo fue ayudante subalterno del comandante en jefe del escuadrón. Poco después de su matrimonio en 1886, se le ordenó unirse al Escuadrón del Pacífico, pero debido a la mala salud de su nueva esposa, el 30 de junio de 1886 renunció a su cargo como alférez. Después de su servicio en la Marina, comenzó a estudiar derecho antes de ser admitido en el colegio de abogados de Nueva York el 14 de febrero de 1889.

### Carrera diplomática
En 1890, Jackson comenzó su larga carrera diplomática cuando el presidente Benjamin Harrison lo nombró segundo secretario de la legación en Alemania bajo el gobierno del ministro estadounidense William Walter Phelps. Cuatro años más tarde, el presidente Grover Cleveland lo nombró secretario de la embajada en Berlín, donde sirvió hasta 1902, pasando doce años en el país bajo cuatro administraciónes diferentes. En 1898 viajó de Berlín a La Haya para estar presente en las ceremonias relacionadas con la adhesión de Guillermina de los Países Bajos. En marzo de 1902, Jackson escribió al secretario de Estado John Hay sobre la exitosa visita del príncipe Enrique de Prusia a Estados Unidos, especulando que "fomentará mejores relaciones entre Estados Unidos y Alemania". Mientras era secretario de la legación, sirvió con frecuencia, durante un total acumulado de veinte meses, como encargado de negocios interino a cargo de la embajada. Su mandato incluyó el último mes de la guerra hispanoamericana, la Convención de La Haya de 1899 y durante el apogeo de la Rebelión de los Bóxers en China.
Después de su servicio en Alemania, el presidente Theodore Roosevelt nombró a Jackson ministro estadounidense en Grecia, Rumania y Serbia el 13 de octubre de 1902, durante un receso del Senado estadounidense. Fue puesto nuevamente en servicio el 8 de diciembre de 1902, tras la confirmación. También el 13 de octubre de 1902 fue nombrado ministro en Chile, pero declinó el nombramiento. Presentó sus credenciales en Grecia el 24 de diciembre de 1902, en Rumania el 7 de abril de 1903 y en Serbia el 9 de mayo de 1904. Mientras residía en Atenas como ministro en Grecia, además de sus responsabilidades en Rumania y Serbia, fue nombrado simultáneamente ministro en Bulgaria el 5 de junio de 1903 y en Montenegro el 8 de marzo de 1905. Presentó sus cartas credenciales en Bulgaria el 19 de septiembre de 1903 y en Montenegro el 30 de octubre de 1905. En septiembre de 1904 representó a los Estados Unidos en la coronación del rey Pedro I de Serbia.
El 1 de julio de 1907 fue nombrado ministro. en Persia, presentando sus credenciales el 12 de diciembre de 1907, y sirvió allí hasta que dejó su cargo el 3 de julio de 1909. El 21 de diciembre de 1909 fue nombrado Ministro en Cuba, presentando sus credenciales el 22 de marzo de 1910 y sirvió hasta que presentó su revocación el 27 de octubre de 1911 y regresó a los Balcanes. El 12 de agosto de 1911, poco antes de su retirada de La Habana, fue nombrado nuevamente ministro en Rumania, Serbia y Bulgaria, aunque esta vez residía en Bucarest. En febrero de 1912 fue representante especial del presidente con rango de embajador en Sofía para la mayoría de edad del príncipe heredero Boris de Bulgaria. Después de que el presidente demócrata Woodrow Wilson asumiera la presidencia en 1913, Jackson presentó su dimisión, como era habitual, y fue aceptada en agosto de 1913, abandonando Bucarest a finales de octubre de 1913 Fue sucedido por Charles J. Vopicka.

### Carrera tardía
Después de que estalló la Primera Guerra Mundial en 1914, Jackson ofreció sus servicios como voluntario en la embajada estadounidense en Berlín. El 16 de enero de 1915, fue nombrado agente especial del Departamento de Estado para ayudar a James W. Gerard, el embajador estadounidense, en asuntos relacionados con la guerra. Formó parte del personal de la embajada hasta que se rompieron las relaciones diplomáticas en febrero de 1917, momento en el que se fue a Suiza. En Zúrich, en la primavera de 1917, Jackson estaba jugando golf con su colega diplomático estadounidense Francis B. Keene cuando le informó a Keene que él y su esposa se trasladarían a Ginebra antes de la llegada del rey Constantino. Cuando Keene preguntó por qué, recordó que Jackson dijo:

"Durante mi estancia en Atenas, cuando era el tío Jack de mi sobrina que vivía con nosotros, todo el grupo diplomático, incluido el heredero al trono, el príncipe Constantino, me llamaba tío Jack. Ahora que estamos en guerra, no sería justo para mí ser el tío Jack de Su Majestad exiliada. Así que desapareceremos antes de que él llegue". "

## Vida personal
El 26 de abril de 1886, Jackson se casó con la heredera Florence A. Baird por el reverendo Dr. John S. MacIntosh en la Segunda Iglesia Presbiteriana de Filadelfia. Florence, que vivía en 814 N. Broad Street en Francisville, Filadelfia, era hija del fallecido Matthew Baird, el constructor de locomotoras y los primeros socios de Baldwin Locomotive Works.
Fue miembro del Colegio de Abogados de Nueva York, del Union League Club, del University Club de Nueva York, del Rittenhouse Club de Filadelfia y del Imperial Yacht Club de Kiel, Alemania.
Después de una prolongada enfermedad, Jackson murió el 20 de diciembre de 1920 en Montreux, una ciudad suiza a orillas del lago Lemán, al pie de los Alpes. Su hermano, el reverendo Frederick W. Jackson, trajo su cuerpo desde Suiza y fue enterrado en el cementerio Laurel Hill en Filadelfia. Su viuda murió de uremia, también en Montreux, el 12 de noviembre de 1936.